# Amanda Holden
Amanda Holden (født 16. februar 1971) er en engelsk tv-præsentator, skuespillerinde og sanger. Hun har været dommer på ITV's Britains Got Talent siden showet startede i 2007.